# Abisara
Abisara là một chi bướm ngày thuộc họ Bướm ngao, được tìm thấy ở châu Phi và Đông Nam Á.

## Loài
- Abisara abnormis
- Abisara aita
- Abisara bifasciata
- Abisara burnii
- Abisara caeca
- Abisara cameroonensis
- Abisara chela
- Abisara chelina
- Abisara delicata
- Abisara dewitzi
- Abisara echerius
- Abisara freda
- Abisara fylla
- Abisara fylloides
- Abisara gerontes
- Abisara geza
- Abisara intermedia
- Abisara kausambi
- Abisara miyazakii
- Abisara neavei
- Abisara neophron
- Abisara rogersi
- Abisara rutherfordii
- Abisara saturata
- Abisara savitri
- Abisara sobrina
- Abisara talantus
- Abisara tantalus